# Лорен Гелен Грем
Лорен Гелен Грем (англ. Lauren Helen Graham; нар. 16 березня 1967, Гонолулу, Гаваї, США) — американська кіноакторка, кінопродюсерка та письменниця. Найбільш відома завдяки ролі Лорелай Гілмор у телесеріалі «Дівчата Гілмор» (2000—2007 та 2016), який вона також продюсувала. Номінантка премії «Золотий глобус» 2002 року за найкращу жіночу роль у драматичному серіалі.

## Біографія
Має ірландське походження. Її батьки, Донна Грант і Лоуренс Грем, розлучилися, коли їй було п'ять. Після цього вона з батьком була змушена переїхати до Вашингтону. У дитинстві їй довелося багато подорожувати через роботу батька.
Після закінчення школи Лорен переїздить до Нью-Йорка. Там вона працює офіціанткою, вдягає костюм собаки-талісмана чемпіонату світу з футболу, що проходив у Штатах 1994 року. У 1995 році Грем вирушає до Голівуду, де знімається в рекламі товарів.
Потім починаються зйомки в кіно, невеликі ролі в серіалах. Але успішними ці ролі назвати не можна. Справжній успіх і слава приходять після початку зйомок у серіалі «Дівчата Гілмор», який тривав 7 сезонів. У ньому Грем виступає не тільки як акторка, але і як продюсерка.

### Особисте життя
Лорен Грем не була офіційно одружена, у 2010—2021 роках жила зі своїм партнером, актором Пітером Краузе в західному Голівуді. Вперше вони познайомилися в 1995 році, коли обидва з'явилися в ситкомі «Кароліна в місті», потім стали парою, спільно знімаючись у «Батьківство». Пара проживала в Лос-Анджелесі.
У середині 1990-х Грем співмешкала з акторкою Конні Бріттон. Грем володіє квартирою на Манхеттені та будинком у Лос-Анджелесі. Вона розповіла «More», що ототожнює себе з католицизмом і час від часу відвідує церкву.

## Фільмографія
| Рік       | Фільм                                | Оригінальна назва фільму                  | Роль                         | Примітки                             |
| 1995-1996 | Caroline in the City (серіал)        | Caroline in the City                      | Шеллі                        |                                      |
| 1996      | Третя планета від Сонця              | 3rd Rock from the Sun                     | Лорі Гарріс                  |                                      |
| 1997      | Нічне партулювання                   | Nightwatch                                | Мері                         |                                      |
| 1998      | Справжні цінності                    | One True Thing                            | Джулс                        |                                      |
| 1998      | Тест на кохання                      | Confessions of a Sexist Pig               | Трейсі                       |                                      |
| 1999      | Dill Scallion                        | Dill Scallion                             | Крісті С'ю                   |                                      |
| 2000-2007 | Дівчата Гілмор серіал                | Gilmore Girls                             | Лорелей Гілмор               | Номінація на премію «Золотий глобус» |
| 2001      | Chasing Destiny                      | Chasing Destiny                           | Джессі Джеймс                | ТБ фільм                             |
| 2001      | Солодкий листопад                    | Sweet November                            | Анжеліка                     |                                      |
| 2002      | Третій зайвий                        | Third Wheel, The                          | Жінка на вечірці             | в титрах не вказана                  |
| 2003      | Поганий Санта                        | Bad Santa                                 | С'ю                          |                                      |
| 2004      | Ліцензія на зраду                    | Seeing Other People                       | Клейр                        |                                      |
| 2005      | Лисий нянька: Спецзавдання           | Pacifier, The                             | директор школи Клейр Флетчер |                                      |
| 2005      | Магнати                              | Amateurs, The                             | Пеггі                        |                                      |
| 2007      | Тому що я так хочу                   | Because I Said So                         | Меггі                        |                                      |
| 2007      | Еван всемогутній                     | Evan Almighty                             | Джоан Бакстер                |                                      |
| 2008      | Проблеск геніальності                | Flash of Genius                           | Філіс Кернс                  |                                      |
| 2008      | Пташки Америки                       | Birds of America                          | Бетті Тенеджер               |                                      |
| 2009      | Людина що знала все                  | The Answer Man                            | Елізабет                     |                                      |
| 2009      | Мінлива хмарність, часом фрикадельки | Cloudy with a Chance of Meatballs         | Френ Локвуд                  | голос                                |
| 2015      | Макс                                 | Max                                       | Памела Вінкотт               |                                      |
| 2016      |                                      | Joshy                                     | Кеті                         |                                      |
| 2016      |                                      | Middle School: The Worst Years of My Life | Джуліс                       |                                      |
| 2016      | Дівчата Гілмор: Рік життя            | Gilmore Girls: A Year in the Life         | Лорелей Гілмор               |                                      |
| 2017      | Угамуй свій запал                    | Curb Your Enthusiasm                      | Бріджет                      |                                      |
| 2017      |                                      | Linda from HR                             | Лінда Плуг                   |                                      |
| 2020-2021 | Дивовижний плейлист Зої              | Zoey's Extraordinary Playlist             | Джоан                        |                                      |
| 2017-2021 | Вампірина                            | Vampirina                                 | Оксана                       |                                      |
| 2021-2022 | Могутні каченята: Законодавці гри    | The Mighty Ducks: Game Changers           | Алекс Морроу                 |                                      |

## Нагороди та номінації
| Рік  | Організація                           | Нагорода                | Категорія (номінація)                                                            | Робота                | Результат |
| ---- | ------------------------------------- | ----------------------- | -------------------------------------------------------------------------------- | --------------------- | --------- |
| 2012 | Prism Awards                          | Prism Award             | Performance in a Drama Episode                                                   | Батьківство (2010)    | Номінація |
| 2010 | Gold Derby Awards                     | Gold Derby TV Award     | Comedy Lead Actress of the Decade 2nd place                                      | Дівчата Гілмор (2000) | Номінація |
| 2010 | Teen Choice Awards                    | Teen Choice Award       | Choice TV: Parental Unit                                                         | Батьківство (2010)    | Номінація |
| 2007 | Gold Derby Awards                     | Gold Derby TV Award     | Drama Lead Actress                                                               | Дівчата Гілмор (2000) | Номінація |
| 2006 | Gold Derby Awards                     | Gold Derby TV Award     | Comedy Lead Actress                                                              | Дівчата Гілмор (2000) | Номінація |
| 2006 | Online Film & Television Association  | OFTA Television Award   | Best Actress in a Comedy Series Tied with Debra Messing for Will & Grace (1998). | Дівчата Гілмор (2000) | Перемога  |
| 2006 | Teen Choice Awards                    | Teen Choice Award       | TV — Choice Parental Unit                                                        | Дівчата Гілмор (2000) | Перемога  |
| 2006 | Television Critics Association Awards | TCA Award               | Individual Achievement in Comedy                                                 | Дівчата Гілмор (2000) | Номінація |
| 2005 | Gold Derby Awards                     | Gold Derby TV Award     | Comedy Lead Actress                                                              | Дівчата Гілмор (2000) | Перемога  |
| 2005 | Online Film & Television Association  | OFTA Television Award   | Best Actress in a Comedy Series                                                  | Дівчата Гілмор (2000) | Номінація |
| 2005 | People's Choice Awards, USA           | People's Choice Award   | Favorite Female Television Star                                                  |                       | Номінація |
| 2005 | Teen Choice Awards                    | Teen Choice Award       | Choice TV Parental Units                                                         | Дівчата Гілмор (2000) | Перемога  |
| 2004 | Gold Derby Awards                     | Gold Derby TV Award     | Comedy Lead Actress                                                              | Дівчата Гілмор (2000) | Номінація |
| 2004 | Online Film & Television Association  | OFTA Television Award   | Best Actress in a Comedy Series                                                  | Дівчата Гілмор (2000) | Номінація |
| 2003 | Online Film & Television Association  | OFTA Television Award   | Best Actress in a Comedy Series                                                  | Дівчата Гілмор (2000) | Перемога  |
| 2002 | Online Film & Television Association  | OFTA Television Award   | Best Actress in a Comedy Series                                                  | Дівчата Гілмор (2000) | Номінація |
| 2002 | Golden Globes, USA                    | Golden Globe            | Best Performance by an Actress in a Television Series — Drama                    | Дівчата Гілмор (2000) | Номінація |
| 2001 | Family Television Awards              | Family Television Award | Actress                                                                          | Дівчата Гілмор (2000) | Перемога  |
| 2001 | Online Film & Television Association  | OFTA Television Award   | Best Actress in a New Drama Series                                               | Дівчата Гілмор (2000) | Номінація |
| 2005 | Satellite Awards                      | Golden Satellite Award  | Best Actress in a Series, Comedy or Musical                                      | Дівчата Гілмор (2000) | Номінація |
| 2005 | Satellite Awards                      | Satellite Award         | Outstanding Actress in a Series, Comedy or Musical                               | Дівчата Гілмор (2000) | Номінація |
| 2004 | Satellite Awards                      | Golden Satellite Award  | Best Actress in a Series, Comedy or Musical                                      | Дівчата Гілмор (2000) | Номінація |
| 2003 | Satellite Awards                      | Golden Satellite Award  | Best Actress in a Series, Comedy or Musical                                      | Дівчата Гілмор (2000) | Номінація |
| 2002 | Satellite Awards                      | Golden Satellite Award  | Best Performance by an Actress in a Series, Comedy or Musical                    | Дівчата Гілмор (2000) | Номінація |
| 2002 | Screen Actors Guild Awards            | Actor                   | Outstanding Performance by a Female Actor in a Drama Series                      | Дівчата Гілмор (2000) | Номінація |
| 2002 | Television Critics Association Awards | TCA Award               | Individual Achievement in Drama                                                  | Дівчата Гілмор (2000) | Номінація |
| 2001 | Screen Actors Guild Awards            | Actor                   | Outstanding Performance by a Female Actor in a Drama Series                      | Дівчата Гілмор (2000) | Номінація |